# Stenslandstjärnen
Stenslandstjärnen är en sjö i Örnsköldsviks kommun i Ångermanland och ingår i Nätraåns huvudavrinningsområde. Sjön har en area på 0,0628 kvadratkilometer och ligger 118 meter över havet. Sjön avvattnas av vattendraget Noretbäcken.

## Delavrinningsområde
Stenslandstjärnen ingår i det delavrinningsområde (702837-162978) som SMHI kallar för Inloppet i Billsjösjön. Medelhöjden är 172 meter över havet och ytan är 4,68 kvadratkilometer. Räknas de 2 avrinningsområdena uppströms in blir den ackumulerade arean 15,62 kvadratkilometer. Noretbäcken som avvattnar avrinningsområdet har biflödesordning 2, vilket innebär att vattnet flödar genom totalt 2 vattendrag innan det når havet efter 37 kilometer. Avrinningsområdet består mestadels av skog (89 procent). Avrinningsområdet har 0,07 kvadratkilometer vattenytor vilket ger det en sjöprocent på 1,4 procent.